# Ubiquam U-300
Ubiquam U-300 je mobilní telefon vyrobený společností Ubiquam, který byl uveden na trh v roce 2005. Jedná se o telefon typu slide, který nabízí uživatelům kompaktní a pohodlný design.

## Design a rozměry
Ubiquam U-300 má rozměry 99 x 48 x 24 mm a hmotnost přibližně 115 g. Telefon je vybaven vysouvacím mechanismem, který umožňuje odkrýt fyzickou klávesnici. Displej telefonu je typu TFT s podporou 262 tisíc barev a rozlišením 176 x 220 pixelů.

## Funkce a specifikace
Ubiquam U-300 podporuje technologii CDMA 2000, což umožňuje přenos dat a hlasu. Telefon je vybaven Li-Ion baterií s kapacitou 1000 mAh, která poskytuje dostatečnou výdrž pro každodenní používání. Vestavěná paměť telefonu není k dispozici.

## Dostupnost
Ubiquam U-300 byl dostupný na vybraných trzích, včetně dostupnosti v České republice. V České republice byl nabízen prostřednictvím mobilního operátora U:fon.

## Souhrn
Ubiquam U-300 je mobilní telefon s vysouvacím mechanismem a kompaktním designem. Nabízí základní funkce pro komunikaci a je vybaven displejem s podporou barev. S technologií CDMA 2000 byl vhodný pro uživatele, kteří preferovali spolehlivý a pohodlný telefon. I když se jedná o starší model, představoval dobrou volbu pro uživatele v roce 2005.